# Hypenula caminalis
Hypenula caminalis là một loài bướm đêm trong họ Noctuidae.